# دنيس سميث (نحات)
دنيس سميث (بالإنجليزية: Dennis Smith)‏ هو نحات أمريكي، ولد في 1942.